# Karl Richter (Sportschütze)
Karl Gustav Bernhardt Richter (* 14. Dezember 1876 in Stockholm; † 30. November 1959 ebenda) war ein schwedischer Sportschütze.

## Erfolge
Karl Richter nahm an den Olympischen Spielen 1920 in Antwerpen und 1924 in Paris im Trap teil. 1920 gewann er gemeinsam mit Fredric Landelius, Per Kinde, Erik Sökjer-Petersén, Alfred Swahn und Erik Lundqvist die Bronzemedaille, als die Mannschaft hinter den US-Amerikanern und den Belgiern Dritter wurde. Mit 81 Punkten war Richter der zweitschwächste Schütze der Mannschaft. Vier Jahre darauf verpasste er mit der Mannschaft als Vierter einen erneuten Medaillengewinn.